# Augustin Deac (delegat)
Augustin Deac (n. 12 noiembrie 1879, Vădurele, comitatul Sălaj, Regatul Ungariei – d. 1960, Orăștie, Republica Populară Romînă) a fost un doctor în drept și avocat din Orăștie. A fost deputat în Marea Adunare Națională de la Alba Iulia, organismul legislativ reprezentativ al „tuturor românilor din Transilvania, Banat și Țara Ungurească”, cel care a adoptat hotărârea privind Unirea Transilvaniei cu România, la 1 decembrie 1918.

## Biografie
Augustin Deac s-a născut în comuna Vădurele din Comitatul Sălaj la data de 12 noiembrie 1879. A finalizat studiile la Universitatea din Cluj, iar din anul 1905 a fost avocat în orașul Orăștie. A participat la Primul Război Mondial în calitate de ofițer de rezervă în armata Austro-Ungară până la încheierea conflictului.

## Activitatea politică
Ca deputat în Adunarea Națională din 1 decembrie 1918 a fost delegat al cercului electoral Orăștie alături de doctorul Ioan Mihu.
După Unire, Augustin Deac profesează la Ilia și din nou la Orăștie, remarcându-se ca un bun magistrat.

## Lectură suplimetară
- Daniela Comșa, Eugenia Glodariu, Maria M. Jude, Clujenii și Marea Unire, Muzeul Național Transilvania, Cluj-Napoca, 1998.
- Florea Marin, Medicii și Marea Unire, Editura Tipomur, Târgu Mureș, 1993.
- Silviu Borș, Alexiu Tatu, Bogdan Andriescu, (coord.), Participanți din localități sibiene la Marea Adunare Națională de la Alba Iulia din 1 decembrie 1918, Editura Armanis, Sibiu, 2015.